# Campo de Mirra
Campo de Mirra (antiguamente hasta 1849 Campo) (en valenciano y cooficialmente, el Camp de Mirra) es un municipio de la Comunidad Valenciana, España. Situado en el noroeste de la provincia de Alicante, en la comarca del Alto Vinalopó, cuenta con una población de 445 habitantes (INE 2024).
La localidad es conocida principalmente porque el 26 de marzo de 1244 se firmó en su castillo el Tratado de Almizra entre Jaime I y Alfonso X el Sabio.

## Toponimia
El origen del topónimo es con total seguridad árabe, con deformación por etimología popular a partir de Almizra (en valenciano medieval Almizrà o Almiçrà). Su origen primero, no obstante, es controvertido porque no existen referencias al mismo en textos árabes. Carmen Barceló lo derivó de المصران (al-miṣrān, las dos fronteras o las dos comarcas), partiendo de la premisa de que esta línea fronteriza ya existiría entre los reinos de taifas. Sin embargo, Sergio D. Garrido ve su origen en el término المزرعة (al-mazra'a, el cultivo), cuya derivación almiçrà se explica perfectamente por el fenómeno de la imala. De ahí, pues, saldría el término el camp o el campet con el que se conoció a la localidad hasta que en 1849 se oficializó la denominación ‘Campo de Mirra’, y por tanto la denominación actual sería un tautopónimo, como en «puente de Alcántara».

## Geografía física

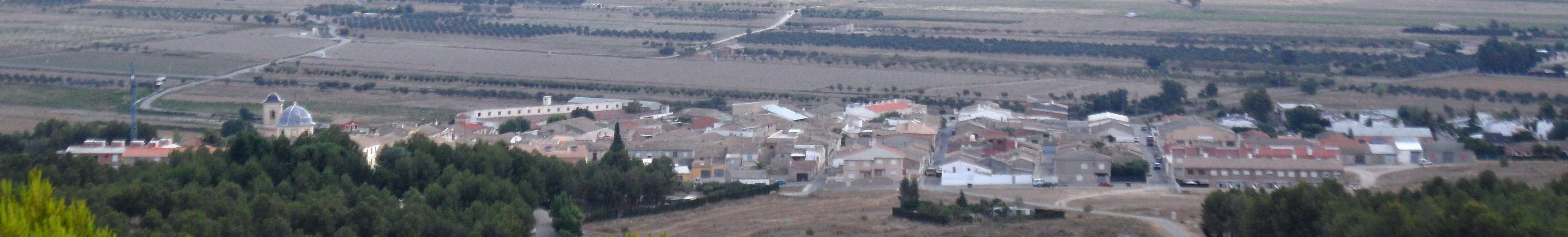
Panorámica de Campo de Mirra desde la ermita de San Bartolomé.

Campo de Mirra se encuentra situado al noroeste de la provincia de Alicante, en el interior del valle de Benejama, que forma parte de la comarca del Alto Vinalopó.
El relieve se divide en cuatro unidades, siendo la parte más septentrional parte de la sierra de Benejama (o de la solana), un anticlinal cretácico de dirección bética SO-NE que alcanza altitudes de 982 metros en el pico del Águila, 897 en el Alto de la Zafra (mojón con Villena y Fontanares) y 943 en el Carrascalet, mojón trifinio con Fontanares y Benejama. Al pie de esta sierra se extiende un extenso glacis cubierto de olivares, almendros y viñedos que termina sobre una cañada o vega enmarcada entre el camino viejo de Benejama a Caudete y una acequia del Vinalopó, al otro lado de la cual se vuelve a levantar el terreno dando lugar al cerro de Les Penyetes (687 metros) última estribación NE de la sierra de la Villa, que por el otro extremo muere sobre la ciudad de Villena. Una línea de corrales (de Galvany, de Molina, etc) marca la transición entre la sierra y el glacis. El monte apenas conserva vegetación arbórea (pinos y carrascas) debido seguramente a su antiguo aprovechamiento como pastizal.
El núcleo poblacional, de casas bajas y calles relativamente anchas, se extiende sobre una pequeña cuesta entre el regadío y el cerro de San Bernabé (o de les Penyetes). El clima es continental y los vientos predominantes son: Levante, Poniente, Tramontana y Lebeche.
Localidades limítrofes
|                                    | Norte: Fontanares |                |
| Oeste: Cañada y La Zafra (Villena) |                   | Este: Benejama |
|                                    | Sur: Biar         |                |

## Historia

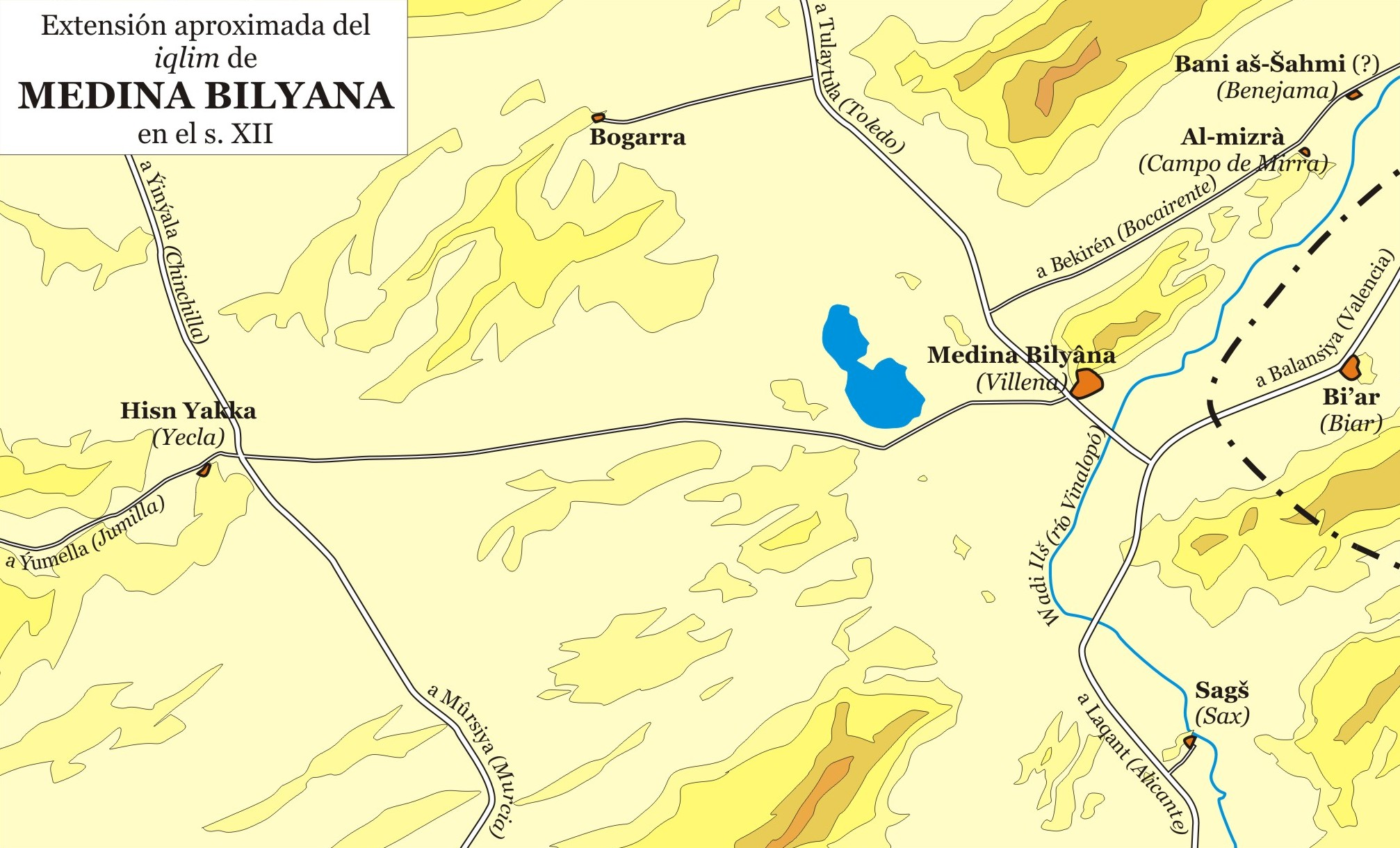
Extensión del Iqlim de Villena en el siglo XII

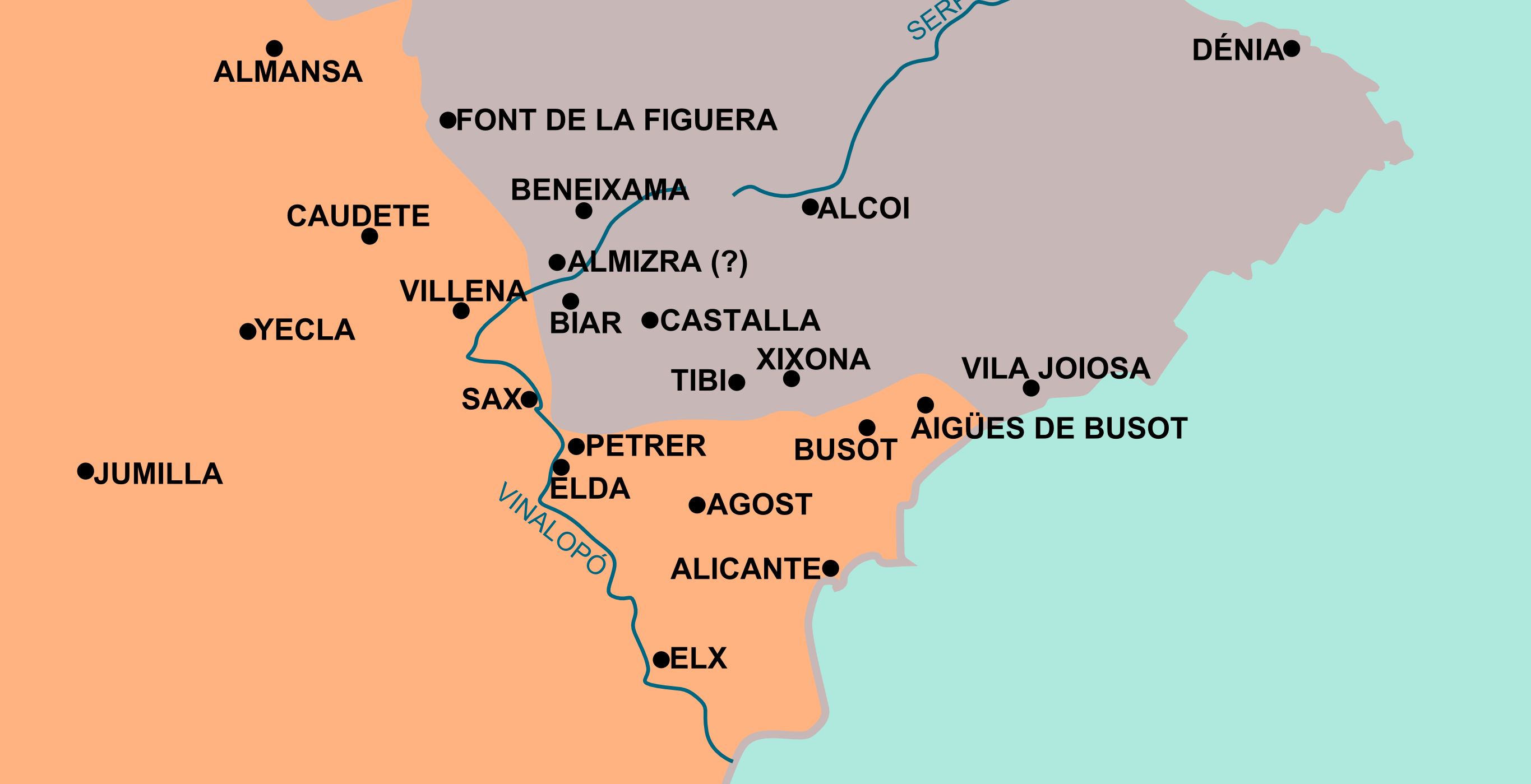
Límites aproximados del tratado de Almizra, firmado en Campo de Mirra en 1244.

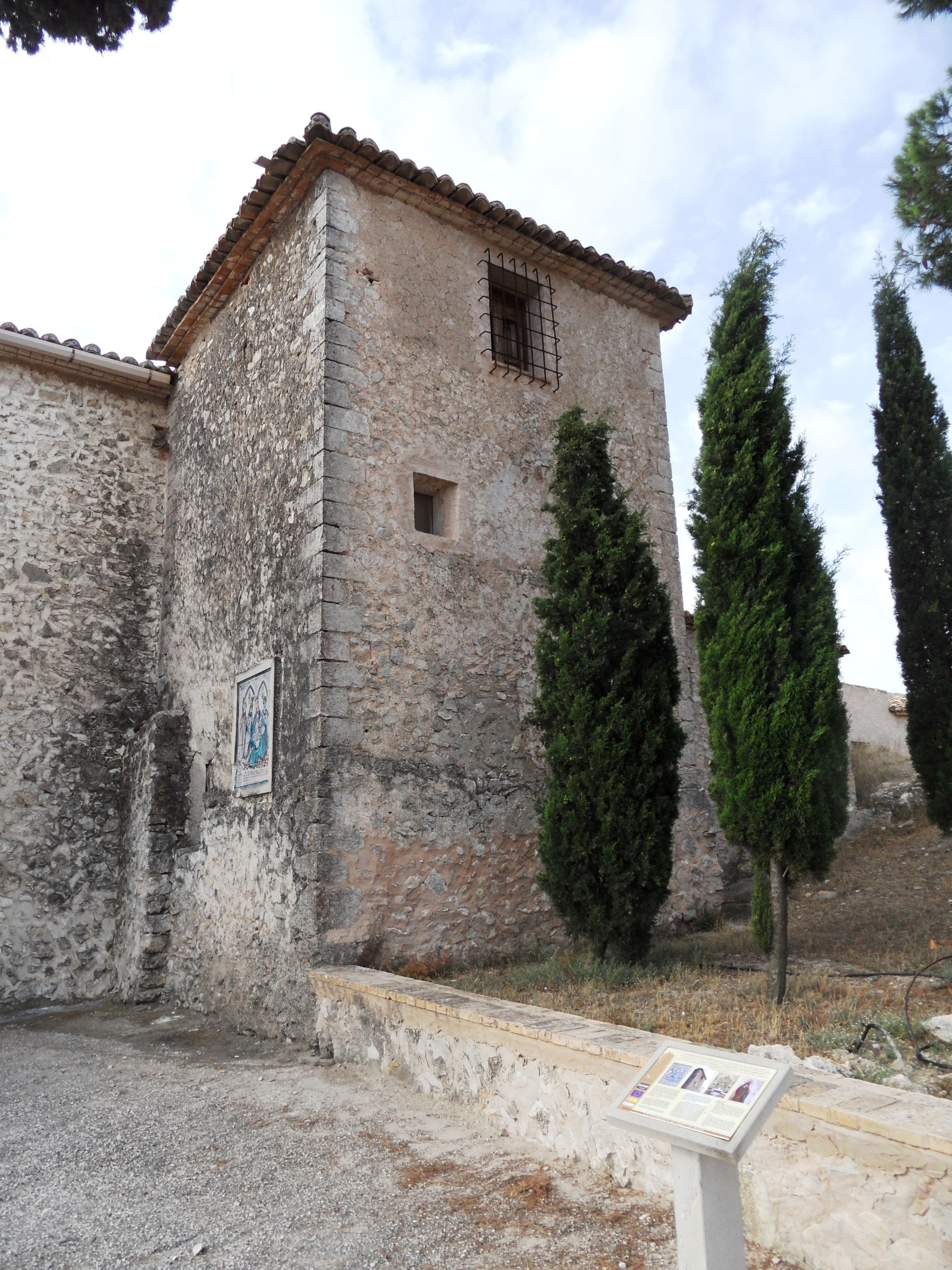
La Torre del Conjurador, adosada a la ermita de San Bartolomé, es el único resto que queda en pie del castillo de Almizra, lugar en que se firmó el tratado homónimo.

El la zona de Campo de Mirra existía en época andalusí una alquería perteneciente al Iqlim de Medina Bilyana (Villena), en cuyo castillo Jaime I de Aragón y Alfonso X el Sabio firmaron el 26 de marzo de 1244 el Tratado de Almizra, mediante el que se fijaban las fronteras entre la Corona de Castilla y la Corona de Aragón en el reparto de la cora de Tudmir. Campo de Mirra pasó a pertenecer a la dependencia de Biar, ciudad esta última a la que se otorgó carta puebla en 1280, conjuntamente con los lugares de Almiçrà (Campo de Mirra), Negret y Benizamaya (Benejama). En esta carta puebla se concedía la población para cristianos viejos según el fuero de Valencia.
Durante la Edad Media debió quedar despoblado por ser poco seguro y probablemente no cobró entidad hasta finales del siglo XVIII cuando, según las descripciones de Cavanilles en 1796, era un caserío de unas 20 casas y una ermita alineadas a lo largo de una sola calle. Campo de Mirra perteneció a la gobernación de Játiva (del Júcar) hasta 1707. Terminada la guerra de la sucesión, pasó a depender del corregimiento de Jijona hasta 1833, y desde entonces hasta la actualidad, a la provincia de Alicante. En 1795 se incluyó en el nuevo término de Benejama, recién segregado del de Biar. En 1836 se segregó, junto con Cañada, para formar un municipio conjunto, y en 1843 se constituyó en municipio independiente. En el Diccionario de Madoz (1845-1850) aparece la siguiente descripción:

L[ugar] con ayunt[amiento] de la prov[incia] de Alicante (8 leg[uas]) [...] Sit[uado] en las faldas del collado de San Bartolomé, inmediato al r[ío] Vinalapó [...] Tiene unas 120 casas de regular distribucion, las cuales forman cuerpo de pobl[ación]; una escuela de niños [...] una igl[esia] vicaria (San Bartolomé), aneja de la parr[oquia] de Benejama [...] y una ermita con la misma advocacion que la igl[esia] sit[uada] en una colina del monte de San Cirstóval. El cementerio está separado del pueblo y no perjudica á la salud pública. El terreno por lo general es llano, como que lo compone el valle, formado por el monte San Cristóbal y el llamado del Morron, fuerte y muy productivo, plantado de almendros y viñedos comprende unas 1,000 tahullas de huerta [...] y 2,000 de secano. El camino que desde Onteniente se dirige á Villena pasa por este pueblo, es carretero y se halla en buen estedo [sic] [...] Prod[ucción]: trigo, cebaza, panizo, vino, anis, almendra, legumbres y hortalizas, y sostiene unas 1,000 cab[ezas] de ganado lanar. Ind[ustria]: la agrícola con algunos arrieros y carreteros. Pobl[ación]: juntamente con Cañada, 402 vec[inos], 1,472 alm[as] [...] Este pueblo y de Cañada dependendian anteriormente de Biar y luego de Benejama, cuando esta se separó de aquella, hasta que en el año 1821 consiguieron erigirse en pueblo independiente. La reaccion del año 23 les sometió de nuevo á dicha v[illa], pero en el 36 alcanzaron otra vez su separacion. En 24 de abril de 43 se desmembró Canada [sic] del Campo, formando 2 pueblos distintos.
Diccionario de Madoz

## Geografía humana

### Demografía
Cuenta con una población de 445 habitantes (INE 2024).
| Gráfica de evolución demográfica de Campo de Mirra entre 1842 y 2021 |
| |
| Población de derecho según los censos de población del INE Población de hecho según los censos de población del INEEn este censo se denominaba Campo: 1842 En estos censos se denominaba Campo de Mirra: 1857, 1860, 1877, 1887, 1897, 1900, 1910, 1920, 1930, 1940, 1950, 1960, 1970, 1981 y 1991 Entre el censo de 1857 y el anterior, disminuye el término del municipio porque independiza a 03052 (La Cañada) |

En 1796 Campo de Mirra era un pequeño caserío de unas 20 casas, pero en 1857 ya había alcanzado los 682 habitantes, que crecieron hasta 1014 en 1910. Sin embargo, a causa de la filoxera principalmente, la población descendió a 671 en 1930 y, posteriormente, la cercanía a las industrias de Villena propició la emigración hasta reducir la población a 379 en 1996, cifra que ha ido creciendo paulatinamente desde entonces.

### Economía
La economía de la población ha sido tradicionalmente agrícola, predominando los cultivos de secano; la vid, el olivar, cereales, almendros y frutales. A escala familiar se cultivan algunas hortalizas y legumbres que se benefician de los riegos proporcionados por las acequias del "Reg de dalt" y del "Reg de baix". En la actualidad predomina el cultivo del olivar y la elaboración de aceite de oliva, que comercializa la cooperativa fundada en la década de 1950. Las tierras de cultivo ocupan el glacis y la cañada, sumando un total de 950 ha (44% del término). Sin embargo, el porcentaje de trabajadores que se dedican plenamente a las labores agrícolas es muy bajo.
En el sector industrial llegó a despuntar el ramo textil, como en el resto de la comarca, aunque actualmente solo sobreviven dos pequeñas empresas. El mercado laboral se desarrolla principalmente en industrias y servicios de las localidades vecinas, sobre todo Benejama y Villena.

### Comunicaciones
La única carretera de entidad que atraviesa el término de Campo de Mirra es la CV-81, que enlaza en por el norte en la A-7 a la altura de Bocairente y por el sur en la A-31 en Villena.

## Política

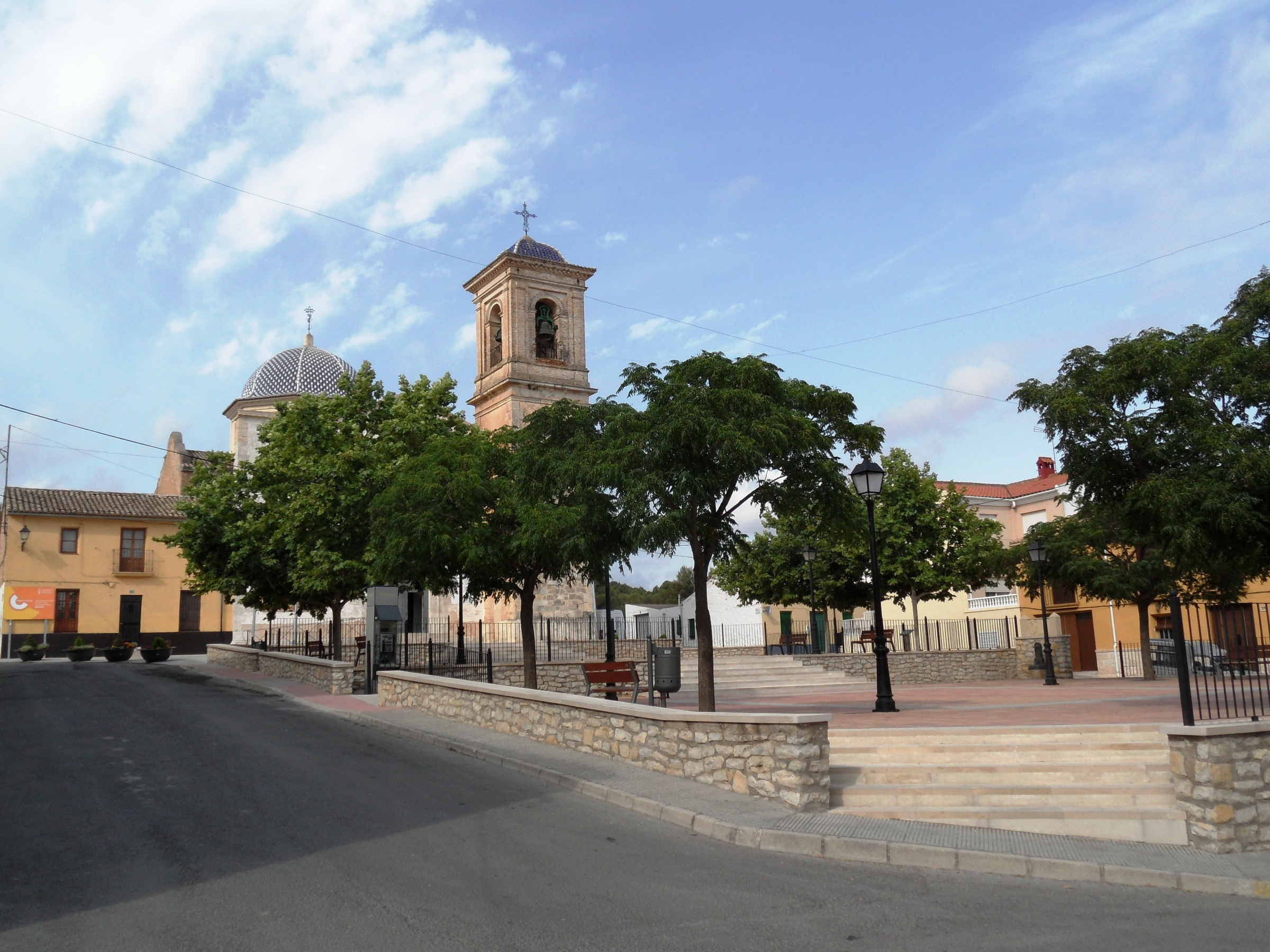
Plaza de España vista desde el ayuntamiento; esta plaza, construida a raíz de la independencia municipal de Campo de Mirra, es el centro de la localidad.

Campo de Mirra está gobernada por una corporación local formada por concejales elegidos cada cuatro años por sufragio universal que a su vez eligen un alcalde. El censo electoral está compuesto por todos los residentes empadronados en Campo de Mirra mayores de 18 años y nacionales de España y de los otros países miembros de la Unión Europea. Según lo dispuesto en la Ley del Régimen Electoral General, que establece el número de concejales elegibles en función de la población del municipio, la corporación municipal de Campo de Mirra está formada por 7 concejales. El Ayuntamiento de Campo de Mirra está actualmente presidido por el PP y consta de 4 concejales de este partido y 3 del PSPV-PSOE.
| Periodo   | Nombre                    | Partido   |
| --------- | ------------------------- | --------- |
| 1979-1983 | Agustín Calabuig Martínez | UCD       |
| 1983-1987 | Jerónimo Martínez Serrano | AP        |
| 1987-1991 | Jerónimo Martínez Serrano | AP        |
| 1991-1995 | Ramón Salvador Alfaro     | PSPV-PSOE |
| 1995-1999 | Ramón Salvador Alfaro     | PSPV-PSOE |
| 1999-2003 | Ramón Salvador Alfaro     | PSPV-PSOE |
| 2003-2007 | Ramón Salvador Alfaro     | PSPV-PSOE |
| 2007-2011 | Ramón Salvador Alfaro     | PSPV-PSOE |
| 2011-2015 | Juan Sempere Esteve       | PP        |
| 2015-2019 | Juan Sempere Esteve       | PP        |
| 2023-act. | Juan José Espadas Guerola | PP        |

## Patrimonio

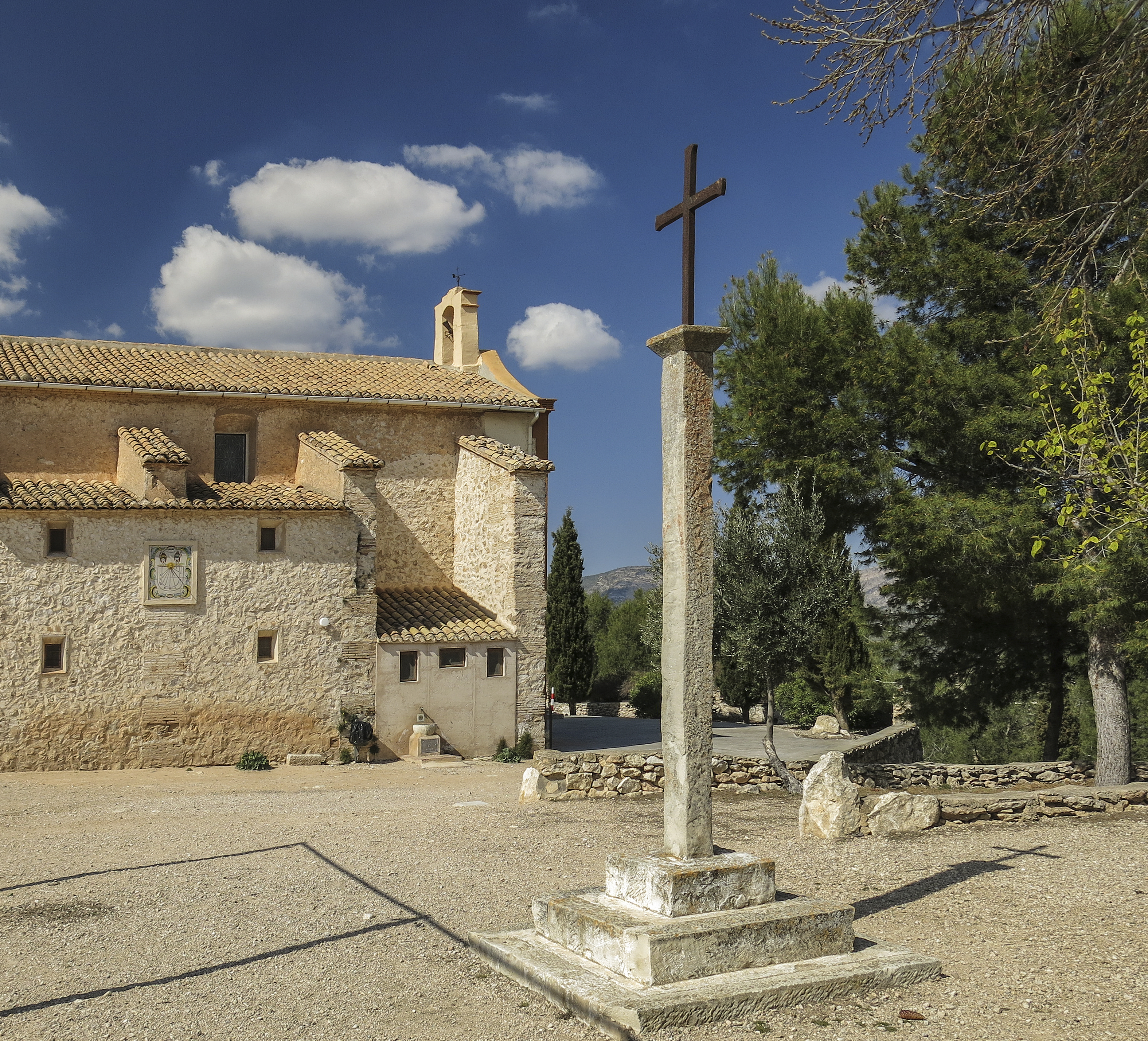
Ermita de San Bartolomé.

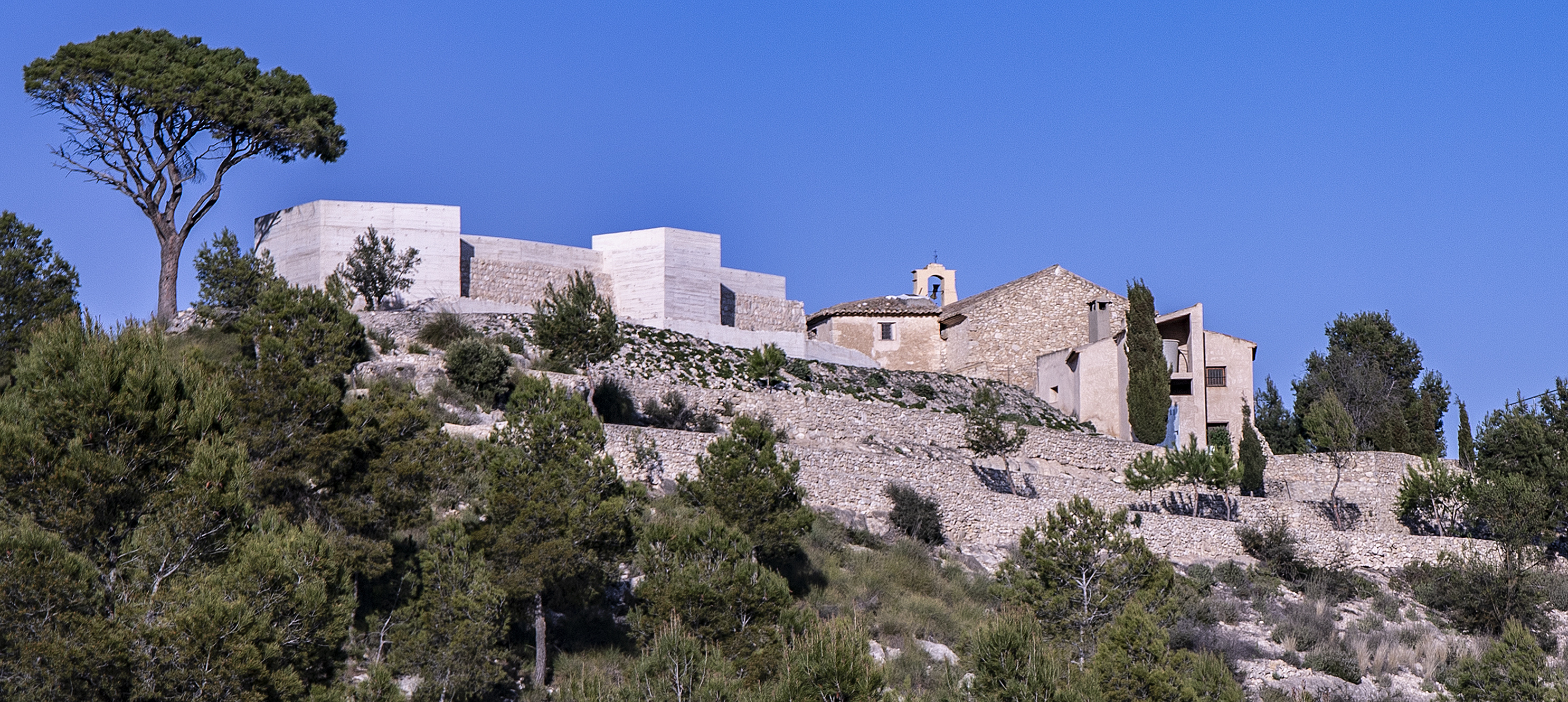
Castillo de Almizra

- Iglesia de San Bartolomé (Església de Sant Bertomeu): Está situada sobre un montículo, presidiendo el caserío. Su construcción comenzó en el siglo XVIII, y fue inaugurada el 24 de agosto de1875.[15] Tiene planta de cruz latina y nave de tres tramos cubierta por bóveda de cañón con lunetos ciegos y capillas laterales. Se remata con un ábside tras el presbiterio. La fábrica es de mampostería vista al exterior con sillares en zócalo y esquinas. La cúpula se cubre con tejas blancas y azules. Destaca la torre situada a los pies, casi exenta, con el cuerpo de campanas construido en ladrillo y rematado con una cupulilla, similar a las de Agost o Bigastro.[15]
- Ermita de San Bartolomé (Ermita de Sant Bertomeu): Está situada en lo alto del cerro de San Bartolomé. La primera noticia ducumental es de 1494 y habla de Sant Bertomeu d'Almiçra. Adosada a sus muros está la única torre que resta en pie del antiguo castillo de Almizra,la torre del Conjurador, de unos 10 m de altura. El conjunto de la ermita y la torre está declarado BIC.[16]
- Castillo de Almizra (Castell d'Almizra): Se alza, casi completamente en ruinas, sobre el cerro de San Bartolomé, a pocos metros del casco urbano.[17] Su importancia radica en que en él se firmó el Tratado de Almizra entre Jaime I de Aragón y Alfonso X el Sabio y existen numerosas referencias históricas a este castillo desde el siglo XIII. Los materiales hallados muestran un poblamiento que se inició en la Edad del Bronce y continuó ininterrumpido hasta la época ibérica y, tras un hiato poblacional, la Edad Media.[15] El castillo en sí no debió ser más que un puesto fronterizo entre los de Villena y Biar, que sí se han conservado.[6] Su área debió ser de unos 34 por 15 metros, aunque debido a su estado ruinoso solo se aprecian restos de amurallamiento y elementos auxiliares. Se conservan restos de tapial de origen musulmán, así como trabajo de sillería más típicamente cristiano.[15] La estratigrafía muestra un nivel de incendio, que no se ha podido esclarecer fielmente. La única estructura que queda en pie, una torre, data del siglo XIV.[17][15] El conjunto está declarado BIC.[16]
- La Fantasmeta: En la cima de este cerro, de pendientes poco acusadas, se encuentra una pequeña plataforma con materiales andalusíes de hasta el siglo XIII y de la Edad del Bronce.[15] En sus cercanías se alza la llamada caseta dels Corps, una estructura ciclópea conformada por dos grandes losas de caliza cubiertas con otra gran losa a modo de techumbre.[15]
- Les Graelletes (Las Parrillitas): Se trata de unos petroglifos datados con cierta seguridad en la Edad del Bronce,[6] aunque algunos podrían ser anteriores, y muestran diversos motivos, entre ellos el laberinto, muy infrecuente fuera de Galicia. Se han relacionado con la práctica mágico-religiosa prehistórica.[15]

## Cultura

### Festividades

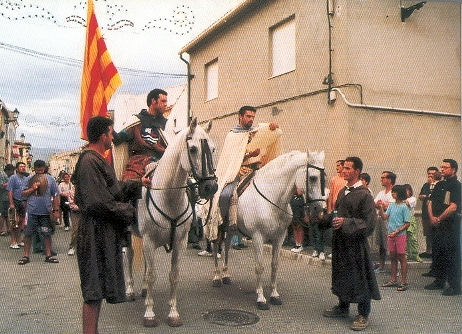
Representación del tratado de Almizra.

- Reliquia de San Bartolomé (Relíquia de Sant Bertomeu): Se celebra el último domingo de mayo o primero de junio en la ermita de San Bartolomé. Por la mañana se almuerza en el santuario y luego se prepara una comida común, en la que suelen predominar las paellas. A media tarde se celebran actividades tradicionales como salt a peu junt (salto de longitud) o llançament de barra (lanzamiento de barra), carreras y bailes. A últimas horas de la tarde tiene lugar una pequeña procesión con la imagen de San Bartolomé. Esta festividad se celebró por primera vez en 5 de mayo de 1918. Posteriormente se incluyó en las fiestas patronales de agosto hasta 1950, en que se celebró un día después, el 27 de agosto. Siguió celebrándose ese día hasta 1970, cuando se modificó un día el calendario de fiestas, y se pasó al día 26 de agosto. En 1988 se adelantó al 25 de agosto y en 1989 se cambió al 12 de marzo para recuperar la fiesta independiente. Sin embargo, debido a las circunstancias climatológicas, la fiesta acabó fijándose a finales de mayo.
- Fiestas mayores (Festes majors): Se celebran del 22 al 26 de agosto e incluyen procesiones y desfiles de moros y cristianos.[6] Uno de los principales actos es la representación teatral del Tratado de Almizra,[6] que tiene lugar el día 25 de agosto a las puertas de la iglesia de San Bartolomé. Las imágenes se veneran en la ermita construida sobre el sola del castillo de Almizra, del que subsiste un torreón adosado al templo. Los actos festeros se amenizan con bandas de música y se complementan con actividades tradicionales.
- Festa dels Folls (Fiesta de los locos):[6] Se celebraba el domingo inmediato al28 de diciembre y fue recuperada en 1995 aunque existía tradición anteriormente, como en muchos pueblos de la Comunidad Valenciana. La fiesta consiste en un consistorio falso que durante un día toma el poder teórico de la población imponiendo leyes absurdas y satíricas, muchas de ellas a fin de recaudar dinero para actos benéficos. Hace algunos años que ya no se celebra.[18]

### Gastronomía
Los platos típicos de Campo de Mirra suelen estar elaborados con carnes de caza o corral, como en el resto de la comarca. Entre ellos están las albóndigas de relleno (fassegures), elaboradas con carne picada, pan rallado, sangre, huevos y especias; los gazpachos (gaspatxos) se preparan con una pasta sin levadura, cocida al horno y troceada muy menuda, a la que se añaden carne de conejo y pollo, cebolla, rovellones y pebrella para mejorar el sabor; la borreta es un guiso preparado con patatas, bacalao, tomates secos y ñoras; la ollita (olleta) es otro guiso preparado con verduras, arroz y carnes de cerdo.
En cuanto a repostería destaca como ingrediente la almendra molida, como en los almendrados, las magdalenas de almendra y las tartas de almendras (tortaes). Son peculiares asimismo las cocas de aceite (coquetes d'oli), las rosquillas de aguardiente (rotllos d'aiguardent), las toñas y las monas.
Es también típica la elaboración del herbero, bebida que se produce con una mezcla de anís seco y dulce a la que se añade una mezcla de hierbas aromáticas de la zona y se deja macerar. Su elaboración da pie a muchas variaciones según las proporciones y los ingredientes que se incluyen.